# Xyloperthodes collarti
Xyloperthodes collarti là một loài bọ cánh cứng trong họ Bostrichidae. Loài này được Lesne miêu tả khoa học năm 1935.